# پرونده فساد در پتروشیمی
پرونده فساد در پتروشیمی در شعبه سوم دادگاه ویژه مفاسد اقتصادی ایران در حال رسیدگی است. اتهام ۱۴ متهم این پرونده «مشارکت و معاونت در اخلال کلان اقتصادی در حوزه پتروشیمی و توزیع ارز حاصل از صادرات محصولات پتروشیمی» به میزان ۶ میلیارد و ۶۵۶ میلیون یورو است.
سه متهم این پرونده در ایران حضور ندارند.

## اتهام
شرکت بازرگانی پتروشیمی (پی‌سی‌سی) در سال ۱۹۹۰ تأسیس شده و به عنوان یک بازوی تجاری به همکاری با همه مجموعه‌های پتروشیمی در ایران می‌پردازد.
دولت‌آبادی دادستان تهران در آذر ۱۳۹۷ اعلام کرد برای متهمان پرونده پتروشیمی پس از پنج سال رسیدگی کیفرخواست صادر شده‌است. به گفته نماینده دادستان متهمان که مدیران شرکت‌های پتروشیمی بوده‌اند به دستور مسئولان و مدیران وزارت نفت مبنی بر ممنوعیت هر گونه دخل و تصرف در ارزهای محصولات صادراتی بی‌توجهی کرده و به نفع خود برداشت کرده‌اند.

## متهمان
اتهام اقدام بر مشارکت در اخلال کلان در نظام اقتصادی کشور از طریق اخلال در توزیع ارز حاصل از صادرات پتروشیمی شرکت‌های تولیدکننده صاحب محصول
1. رضا حمزه‌لو (مدیرعامل سابق شرکت بازرگانی پتروشیمی)
2. عباس صمیمی (عضو هیئت مدیره شرکت بازرگانی پتروشیمی و مدیرعامل شرکت سرمایه‌گذاری ایران)
3. مصطفی طهرانی صفا (عضو هیئت مدیره شرکت بازرگانی پتروشیمی)
4. علیرضا علائی رحمانی (عضو هیئت مدیره شرکت بازرگانی پتروشیمی)
5. محسن احمدیان (بازنشسته پتروشیمی)
6. مرجان شیخ‌الاسلامی آل آقا (مدیرعامل شرکت بازرگانی دنیز و هترا تجارت)
7. سید امین قریشی سروستانی
8. سام حامد ساعدیان

اتهام معاونت در اخلال کلان در نظام اقتصادی کشور
1. سید علیرضا حسینی (مدیرعامل شرکت پتروشیمی شانگهای)
2. علی اشرف ریاحی
3. معصومه دری (مدیرعامل شرکت بازرگانی پتروشیمی دفتر دبی)
4. ابوالفضل ملکی شمس‌آبادی (تولیدکننده نایلون و نایلکس)
5. سعید خیری‌زاده (مدیر مالی سابق شرکت بازرگانی پتروشیمی)
6. محمد حسین شیرعلی